# Olesicampe kincaidi
Olesicampe kincaidi là một loài tò vò trong họ Ichneumonidae.